# روزيتا لوي
روزيتا لوي (15 مايو 1931 - 1 أكتوبر 2022)، هي كاتبة روائية إيطالية. تتبوأ مكانة بارزة في الأدب الإيطالي الحديث.  حصلت على عدد كبير من الجوائز. وُلدت وتوفيت في مدينة روما.

## من مؤلفاتها
- رواية: «طريق الغبار» (هي أشهر رواياتها - وفيها تروي قصة عائلة إيطالية عاشت في القرن التاسع عشر)
- رواية «باب الماء» (تروي وقائع طفولتها في روما خلال الثلاثينات من القرن العشرين).
- رواية: «الدراجة» (كُتبت عام 1974، وهي مستوحاة في جانب كبير منها من سيرتها الذاتية، إذ أنها تروي قصة أربعة مراهقين، يتحدرون جميعهم من عائلة بورجوازية، يتمردون عليها، وعلى عاداتها).
- رواية: «قلوب محطمة».
- كتاب: «إيطاليا بين الكلب والذئب».

## وصلات خارجية
- روزيتا لوي على موقع الموسوعة البريطانية (الإنجليزية)
- روزيتا لوي على موقع مونزينجر (الألمانية)